# Китс, Ричард Гудвин
Адмирал сэр Ричард Гудвин Китс (16 января 1757 — 5 апреля 1834) — британский военно-морской офицер, сражавшийся на протяжении всей американской революции, французских революционных войн и наполеоновских войн. Вышел на пенсию в 1812 году по состоянию здоровья и был вице-губернатором Ньюфаундленда с 1813 по 1816 год. В 1821 году он стал губернатором Гринвичского морского госпиталя в Гринвиче, Лондон. Китс занимал этот пост до своей смерти в 1834 году. О нём отзывались как о способном и уважаемом офицере. Его действия в битве при заливе Альхесирас практически стали легендой.

## Ранние годы
Китс родился в Чалтоне, Гэмпшир, в семье преподобного Ричарда Китса и его жены Элизабет. Его формальное образование было недолгим. В возрасте девяти лет, в 1766 году, он поступил в школу Нью-Колледжа, а затем был ненадолго принят в Винчестер-Колледж в 1768 году. Ему не хватало академических способностей, и он решил сделать карьеру в Королевском флоте.

## Начало военно-морской карьеры
В 1770 году Китс поступил на флот в звании мичмана на борту 74-пушечного корабля HMS Bellona под командованием капитана Джона Монтегю. Они последовал за Монтегю, когда тот был повышен до контр-адмирала, переведён командовать Североамериканской станцией и был назначен губернатором Галифакса. Он служил на нескольких кораблях Ньюфаундлендской станции под командованием Джона Монегю и его сына, капитана Джеймса Монтегю.
В апреле 1777 года Китс был произведён в лейтенанты и служил под командованием капитана Роберта Дигби на HMS Ramillies, на котором 27 июля 1778 года он принял участие в первой битве у острова Уэссан. Вместе с Дигби он был переведён на 90-пушечный корабль 2-го ранга HMS Prince George. В это же время принц Вильгельм Генри, позднее Вильгельм IV, почти два года служил на борту Prince George в звании мичмана.
В 1780 году Китс служил на Prince George, когда тот находился в флоте адмирала Родни, и участвовал в Битве при лунном свете, которая стала кульминацией освобождения Гибралтара. В 1781 году Китс снова участвовал в освобождении осаждённого Гибралтара. В сентябре 1781 года Китс вернулся на североамериканскую станцию с Дигби на HMS Lion.

## Капитан
18 января 1782 года Китс был назначен капитаном корабля боевого обеспечения HMS Rhinoceros, который позже был переоборудован в плавучую батарею для защиты Нью-Йорка. К маю 1782 года его перевели на шлюп HMS Bonetta. Он был в составе эскадры, захватившй два французских фрегата, включая 38-пушечный Aigle, который после этого служил в британском флоте. Шлюп Bonnetta был списан в 1785 году, и с того времени до 1789 года Китс жил во Франции.
24 июня 1789 года он стал капитаном HMS Southampton, возможно, по протекции герцога Кларенса (принца Вильгельма) в качестве королевской услуги старому другу. Между 1790 и 1793 годами Китс командовал фрегатом HMS Niger. В 1793 он должен был быть назначен на HMS London флаг-капитаном при герцоге Кларенсе, но был весьма разочарован, когда Комитет Адмиралтейства решил, что это слишком опасно для принца, и его отозвали в Лондон.

## Западная эскадра фрегатов
В 1794 году Китс состоял в эскадре сэра Джона Борлэза Уоррена в Ла-Манше, командуя 32-пушечным фрегатом HMS Galatea. На нём он принимал участие в сражениях на французском, английском и ирландском побережьях, которые получили широкую огласку и стали примером романтического образа морской войны. В 1795 году Galatea совместно с другими кораблями захватил французский 40-пушечный фрегат HMS Révolutionnaire.
В том же году Galatea принял участие в неудачной высадке в заливе Киберон. Десант состоял из французских эмигрантов-роялистов, намеревавшихся поддержать шуанов и вандейцев. Они были высажены Королевским флотом 23 июня. Целью вторжения было поднять восстание во всей западной Франции, положить конец французской революции и восстановить монархию. Высадка эмигрантов в Кибероне была окончательно отбита 21 июля, что нанесло сокрушительный удар по делу роялистов.
23 августа 1795 года Китс на Galatea загнал французский фрегат Andromaque на берег и поджёг его, чтобы он не достался французам.
В мае 1797 года Galatea находился на якорной стоянке Нор, и Китс вместе с несколькими другими капитанами был отпущен на берег во время мятежа.
Впоследствии он ввёл в эксплуатацию недавно построенный 40-пушечный фрегат HMS Boadicea. Под командованием Китса тот несколько лет служил в флоте пролива, в течение которых завоевал по крайней мере три приза. Первым был 22-пушечный испанский корабль Union, который был захвачен 14 августа 1797 года. 9 декабря 1798 года Boadicea захватил французского 20-пушечного капера L’Invincible General Bonaparte. Адмиралтейство приняло его на вооружение как 18-пушечный шлюп HMS Brazen. 1 апреля 1799 года Китс захватил 16-пушечный бриг L’Utile. В это время Китс дислоцировался в основном у Бреста. Он находился там до 1800 года, когда был переведён графом Сент-Винсентом в Ферроль.

## HMSSuperbи битва при заливе Альхесирас
К марту 1801 года Китс был назначен командующим кораблем, с которым его имя ассоциируется чаще всего. HMS Superb был 74-пушечным линейным кораблем третьего класса, заказанным в 1795 году и завершённым в 1798 году.
В июле 1801 года он находился у Кадиса и принял участие во втором сражении в заливе Альхесирас. Во время отступления французов и испанцев адмирал сэр Джеймс Сумарес приказал Китсу догнать союзный флот и вступить в бой. Superb был относительно новым судном и почти не участвовал в блокаде, поэтому он был одним из быстрейших линейных кораблей. Когда наступила ночь, Китс на Superb подплыл к 112-пушечному Real Carlos; испанец находился по правому борту. Другое испанское судно, 112-пушечный San Hermenegildo, шло рядом, слева от Real Carlos. Китс выстрелил в Real Carlos, но выстрел прошёл мимо и попал в San Hermenegildo. Real Carlos загорелся, и Китс несколько отстал от него. В темноте два испанских корабля приняли друг друга за британский корабль и начали яростный поединок. Видя, что Real Carlos горит, капитан San Hermenegildo решил воспользоваться преимуществом и таранил корму Real Carlos. Внезапный порыв ветра свёл два корабля вместе и запутал их оснастку. San Hermenegildo тоже загорелся, и два огромных трехпалубных корабля взорвались. Superb остался относительно невредим, и атаковал французский 74-пушечный Saint Antoine под командованием Жюльена ле Руа. После краткого обмена залпами Saint Antoine был выведен из строя[a]. Сражение закончилось после вмешательства капитана фрегата Formidable Амабля Трюде. Трюде поставил свой корабль, который был повреждён в ходе боя и не мог держать темп основного союзного флота, между спасающимся союзниками и англичанами. Он отбил атаки четырёх кораблей, прежде чем ему удалось бежать в Кадис.
Действия Трюде и Китса были очень высоко оценены их начальством и широкой публикой. Трюде получил аудиенцию у Наполеона. Нельсон писал о Китсе в письме герцогу Кларенсу:
|  | Наш друг Китс настолько хорош, что по моим оценкам сам по себе стоит семидесятичетырёхпушечника; его жизнь очень важна для государства, и я не могу представить, чтобы Ваше Королевское Высочество могло иметь лучший выбор друга на море, или советника, если говорить об Адмиралтействе. |

После заключения Амьенского договора в 1802 году Китс и Superb оставались в Средиземноморье под командованием адмирала сэра Ричарда Бикертона. Когда Нельсон отстранил Бикертона и принял на себя командование флотом в Средиземном море, Китс остался с ним у Тулона и сопровождал его флот в Вест-Индию в 1805 году в знаменитой погоне за адмиралом Вильнёвом, которая завершилась битвой при Трафальгаре. После возвращения флота в европейские воды Superb был отправлен в Портсмут для переоснащения. Он не смог присоединиться к флоту у Кадиса до ноября 1805 года, опоздав к Трафальгарскому сражению менее чем на месяц.
9 ноября 1805 года Китс был удостоен звания почетного полковника морской пехоты, получил благодарность от парламента и символический меч от Патриотического фонда Ллойда.

## Вест-Индия и битва при Сан-Доминго
В 1806 году адмирал Дакворт назначил Superb своим флагманом. Дакворт забрал блокирующий Кадис флот и начал преследование контр-адмирала Жан-Батиста Вильоме в Вест-Индию. Вице-адмирал Корентин Урбен Лессег отделился от Вильоме в Атлантике и отправился в Сан-Доминго для пополнения запасов и ремонта. Дакворт тоже пополнял свои запасы в Сент-Китсе, когда узнал о французской эскадре, стоящей на якоре в Санто-Доминго. Дакворт с эскадрой в семь линейных кораблей атаковал пять линейных кораблей Лессега. Битва при Сан-Доминго была последним боем в открытом море наполеоновских войн. Во время сражения Superb потерял 62 человека (6 убитых и 56 раненых), но сам бой стал практически полной победой королевского флота. Из пяти французских линейных кораблей два были захвачены, а три были выброшены своими командами на берег, а затем уничтожены. Англичане не потеряли ни одного корабля.

## Балтика и бомбардировка Копенгагена
К 1807 году Superb вернулся в Ла-Манш, и Китс был освобожден от его командования сэром Ричардом Стрэченом. Китс принял под командование HMS Ganges и получил звание коммодора в эскадре адмирала Гамбье в Балтике, где с 16 августа по 7 сентября принимал участие во бомбардировке Копенгагена. Во время битвы Китс поместил на мачте портрет Нельсона. Позже говорили, что портрет вдохновлял и офицеров и матросов.
2 октября 1807 года Китс был повышен в должности до контр-адмирала и переведён на HMS Mars. Вместе с генерал-лейтенантом сэром Джоном Муром он возглавлял экспедицию, шедшую на помощь шведам в Гётеборге. В качестве награды за свои заслуги он был произведён в рыцари-командоры ордена Бани.
В начале 1808 года Китс вновь перешёл на Superb. После конвоирования шведских торговых судов из Гётеборга в Англию он присоединился к сэру Ричарду Стрэчену в его экспедиции к реке Шельде. По возвращении в Портсмут в 1809 году Superb, находившийся в очень плохом состоянии, был отправлен в капитальный ремонт, а Китс был произведён в контр-адмиралы Белой эскадры.
26 декабря 1809 года был назначен на пост специального уполномоченного Его Величества на Мальте. В 1810 году он завершил почти 21-летнюю непрерывную морскую службу.

## Губернатор Ньюфаундленда
Однако через несколько месяцев Китс поднял свой флаг на HMS Implacable и принял командование военно-морскими силами у Кадиса. 1 августа 1811 года Китс был повышен в должности до вице-адмирала и присоединился к сэру Эдварду Пеллью возле Тулона.
В 1812 году Китс всё же был вынужден окончательно завершить военно-морскую службу из-за плохого состояния здоровья, и в знак признания его заслуг 9 марта 1813 года он был назначен губернатором и главнокомандующим Ньюфаундленда. Во время его пребывания на посту губернатора британское правительство впервые согласилось разрешить ньюфаундлендским поселенцам арендовать землю для возделывания. Только за первый год Китс предоставил 110 разрешений на аренду земель вокруг Сент-Джонса. В 1816 году он вернулся в Англию; на посту губернатора Ньюфаундленда его сменил Фрэнсис Пикмор.
7 мая 1818 года Китсу было присвоено почётное звание генерал-майора Королевских морских сил Его Величества. 12 августа 1819 года Китс был назначен адмиралом Синей эскадры.

## Губернатор Гринвичского госпиталя, смерть и похороны
В 1821 году за свои заслуги он был назначен на должность губернатора Гринвичского морского госпиталя и удостоен звания Рыцаря Большого креста почетнейшего ордена Бани.
Китс умер в Гринвиче 5 апреля 1834 года, а его похороны состоялись в больничной часовне, где присутствовало Адмиралтейское управление. Его гроб несли шесть адмиралов.
Вильгельм IV приказал воздвигнуть в часовне бюст своего друга, где он находится и поныне, под чердаком орга́на слева от главного входа. Правая сторона занята бюстом сэра Томаса Харди.

## Семья
В 1816 году Китс женился на Мэри, старшей дочери Фрэнсиса Хёрта из Олдеруэсли в Дербишире. Детей у них не было.

## Внешние ссылки
- Biography at Government House The Governorship of Newfoundland and Labrador Архивная копия от 30 октября 2013 на Wayback Machine
- Китс, Ричард Гудвин. Dictionary of Canadian Biography (online ed.). University of Toronto Press. 1979-2016.{{cite encyclopedia}}:  Википедия:Обслуживание CS1 (формат даты) (ссылка)
- Keats Island, British Columbia, Canada Архивная копия от 23 декабря 2019 на Wayback Machine, named in his honor
- George Newenham Wright, The Life and Reign of William the Fourth, London 1837, p.72
- Keats, Richard Goodwin|Keats, Richard Goodwin]] // . — London: Smith, Elder & Co.

[[Категория:Рыцари Большого креста ордена Бани]]
[[Категория:Умершие в 1834 году]]
[[Категория:Родившиеся в 1757 году]]